# Schema (pallavolo)

Da destra: Paolo Merlo chiama con le dita uno schema da eseguire per lo Schio nel 1993; Kim Ho-chul si nasconde dietro di lui per non far capire agli avversari le indicazioni rivolte ai compagni di squadra.

Lo schema nella pallavolo è la posizione dei giocatori in campo durante le azioni di difesa e di attacco.

## Schemi di difesa
Si indica con tre numeri di cui il primo indica i giocatori a muro, il secondo indica i giocatori in difesa del pallonetto di seconda del palleggiatore ed il terzo indica i giocatori in difesa sulle palle lunghe.

### Difesa CMAV
Prevede un muro a tre e quindi si usa solo contro uno schiacciatore avversario particolarmente temibile.

#### 3-1-2
In questo sistema il giocatore in zona 6 si porta in centro campo e ha il compito di difendere sui palloni, che giungono da destra, da sinistra e ovviamente dal centro. I giocatori in posto 1 e 5 difendono sulle palle lunghe.

#### 3-2-1
Il giocatore in zona 6 si trova lungo le linee di fondo campo. Il suo compito è quello di prendere le palle più lunghe provenienti dal campo avversario.

### Difesa CMAR

#### 2-1-3
Questo schema di difesa viene chiamato 2-1-3 in quanto: due sono i giocatori, che si occupano del muro; uno è il giocatore (generalmente quello di zona 4 o quello di zona 2), che si occupa della difesa dei pallonetti e tre sono i giocatori che si dispongono in seconda linea, per difendere l'attacco.

#### 2-0-4
Questo schema di difesa viene chiamato 2-0-4 in quanto: due sono i giocatori che si occupano del muro; zero quelli che si occupano dei pallonetti e quattro sono i giocatori (quelli in seconda linea più il terzo di rete, che non va a muro), che si occupano della difesa dall'attacco.

### Difesa di squadra
La difesa di squadra è detta anche correlazione muro-difesa.

### Difesa individuale
La difesa individuale è il posizionamento di un giocatore in base al tipo di alzata avversaria.

## Schemi di attacco

### Fast
Schema d’attacco molto comune nella pallavolo, soprattutto femminile, consiste nell’esecuzione della rincorsa con una successione di passi che si conclude con lo stacco ad un solo piede. Essendo un attacco con una esecuzione molto rapida (da qui il nome: fast, in inglese, significa appunto veloce), può risultare particolarmente efficace, perché obbliga il muro degli avversari ad un allargamento per poter contrastare l’imprevedibilità dell’attaccante che esegue lo stacco ad un piede.
Lo stacco avviene in genere con il piede sinistro, che frena la rincorsa e la trasforma in elevazione. Vista la spinta verso avanti dell’attaccante, lo stacco deve avvenire lontano dalla rete, per evitare il rischio di un’invasione.
I vantaggi di questa tecnica si basano sulla sua imprevedibilità: i difensori difficilmente riusciranno a opporsi con un muro a due e un muro improvvisato e scomposto da parte del centrale difensivo rischierebbe poi di causare più danni che benefici.
Quasi superfluo sottolineare che per una buona esecuzione della fast occorra un’intesa eccellente tra alzatore e attaccante, da perfezionare con continui esercizi in allenamento.

### Attacco da Zona 4
È l'attacco principale degli schiacciatori (martelli), da zona 4. L'alzata, per questo tipo di schiacciata, deve essere alta. La rincorsa deve partire dall'esterno del campo per poi rientrare con un salto, permettendo allo schiacciatore una visuale massima del campo.

### Attacco da Zona 3
L'attacco da questa posizione di campo è la classica palla del centrale.

#### Veloce dietro (2)
Consiste nell'alzata appena alle spalle del palleggiatore, in modo che il centrale possa eseguire un primo tempo e sorprendere il muro

#### Veloce C
È una palla simile alla veloce tranne per la distanza dell'alzata che corrisponde circa ad un metro da posto tre

#### Veloce CC (doppia C)
Ancora una volta la palla varia dalla semplice veloce per la distanza dall'alzatore che corrisponde circa al metro e mezzo

#### Veloce 7 (sette)
È una palla del centrale alzata in zona 3/4 più rapida rispetto alla semplice veloce e molto simile alla super del martello

#### Veloce B
La veloce B, detta anche secondo tempo, è un colpo effettuato da tutti e tre le posizioni di prima linea, per effettuare colpi più veloci, rispetto al terzo tempo, detto anche veloce C.
Viene comunemente usata dall'opposto, data la breve distanza da compiere.
Il laterale la usa solo a livelli avanzati.
Il centrale la preferisce solo nei primi livelli.

#### Mezza al centro
È un attacco di secondo tempo, viene effettuato dal giocatore di zona 3; è un colpo comune in squadre poco evolute o nel settore giovanile come propedeutico per l'attacco del "centrale" nella fase di pre-specializzazione dei ruoli.

## Pipe
Viene comunemente definito così l'attacco effettuato generalmente da posto 6. Grandi esperti di questo fondamentale d'attacco sono sicuramente per ora il francese Earvin N'Gapeth, l'italo-cubano Osmany Juantorena, l'americano Taylor Sander, l'italiano Daniele Lavia, il cubano naturalizzato polacco Wilfredo León, il cubano naturalizzato brasiliano Yoandy Leal, l'italiana Paola Egonu, la svedese Isabelle Haak e la serba Tijana Bošković. Sono contemplati in tale possibilità di attacco anche le varianti che interessano lo spostamento dell'attacco nell'area di intersezione con la zona 5 denominato 'più' o con la zona 1 denominato 'meno'.

## Con due opposti
In pratica si gioca con il doppio opposto ed il palleggiatore che sostituisce uno dei 2 centrali.
È utile nel caso in cui una squadra disponga di più attaccanti di mano e un solo centrale: diventa molto particolare il ruolo del palleggiatore perché nella fase di difesa deve murare come un centrale e, nella fase d'attacco, prepararsi all'alzata.